# Stela Salapatiyska
Stela Salapatiyska (en búlgaro, Стела Салапатийска) es una ex gimnasta rítmica búlgara nacida el 25 de abril de 1979 en Plovdiv.
Logró la medalla de bronce en el concurso completo del campeonato de Europa júnior celebrado en 1993 en Bucarest.
En el campeonato de Europa de 1996 de Asker obtuvo una medalla de bronce por equipos, junto a Diana Popova, además de ser quinta en el concurso completo individual y séptima en la final de pelota. 
En el campeonato de Europa de 1997 de Patras quedó séptima en el concurso general, sexta en la final de cuerda y séptima en la de cinta.
Tras su retirada ha ejercido como entrenadora de gimnastas entre las que han sobresalido Elisabeth Paisieva y Stela Sultanova.